# Andrea Alpago
 (décembre 2011).
Si vous disposez d'ouvrages ou d'articles de référence ou si vous connaissez des sites web de qualité traitant du thème abordé ici, merci de compléter l'article en donnant les références utiles à sa vérifiabilité et en les liant à la section « Notes et références ».
Andrea Alpago, né vers le milieu du XVe siècle à Belluno et mort en 1521 à Padoue, est un médecin et arabisant italien. Il est connu pour avoir retraduit en latin plusieurs textes médicaux d'Avicenne ainsi que le Petit Compendium de Yuhanna ibn Sarabiyun.

## Biographie
Andrea Alpago appartenait à une vieille famille de Belluno, les Bongaio, qui portaient depuis plusieurs générations le titre de comtes d'Alpago. Son père et son grand-père exerçaient la fonction de « notaire ». On conserve la mention de son admission dans le conseil des nobles de la cité le 12 mai 1479.
Il apprit certainement la médecine à l'université de Padoue. Ensuite, pendant trente ans, de 1487 à 1517, il fut médecin attaché au consulat de Venise à Damas. Il mentionne comme son maître en médecine arabe un « Ebenmechi physicus inter omnes Arabes primarius » qui a été identifié comme le médecin damascène contemporain Shemseddin Mohammed ibn Mekki († 1531).
Son très long séjour et sa parfaite maîtrise de l'arabe lui firent confier aussi des missions étrangères à la médecine : on trouve trace de ses rapports envoyés au sénat de Venise entre 1504 et 1514 dans les Diarii de Marino Sanuto ; ils portent sur l'ensemble de la situation politique et commerciale en Orient, et notamment sur l'avènement du chah de Perse Ismaïl Ier, fondateur de la dynastie des Safavides, avec qui Venise voulait former une alliance contre l'Empire ottoman.
Andrea Alpago quitta Damas en 1517, peut-être à la suite de la conquête de la Syrie par les Ottomans. De 1517 à 1520, il fut en fonction à Nicosie, capitale de l'île de Chypre, qui appartenait alors à Venise. Selon son neveu Paolo, qui fut son compagnon de voyage et d'étude, il avait parcouru la Syrie, l'Égypte et Chypre à la recherche de manuscrits arabes. De retour à Venise en 1520, il se vit attribuer par le sénat une chaire à l'université de Padoue, mais mourut brusquement quelques mois plus tard au cours d'un dîner.

## Œuvre
Tous ses travaux furent publiés à titre posthume, notamment grâce aux bons soins de son neveu Paolo. Ce sont des traductions latines des textes arabes d'Avicenne et de Yuhanna ibn Sarabiyun visant à remédier aux graves défauts des traductions médiévales, notamment celles de Gérard de Crémone (mot-à-mot maladroit, simple emprunt de nombreux mots arabes). Ses traductions portent aussi sur d'importants commentateurs arabophones d'Avicenne (Qotboddin Shirazi, Ibn Nafis). Ce sont :
- Principis Avicennæ Liber Canonis (le Canon d'Avicenne) necnon De medicinis cordialibus et Canticum ab Andrea Bellunensi ex antiquis Arabum originalibus ingenti labore summaque diligentia correcti atque in integrum restituti una cum interpretatione nominum Arabicorum quæ partim mendosa partim incognita lectores antea ignorabant, Venise, Giunta, 1527, 1544, 1555 (avec l'ajout du Libellus Avicennæ de removendis nocumentis quæ accidunt in regimine sanitatis sive ex errore usus rerum naturalium et du Tractatus de syrupo acetoso), 1562, 1564, 1582, 1595, 1608 ; Bâle, 1556 (reproduction de la giuntina de 1555).
- Serapionis medici Arabis celeberrimi Practica (le Petit Compendium de Yuhanna ibn Sarabiyun)... quam postremo Andreas Alpagus Bellunensis medicus et philosophus idiomatisque Arabici peritissimus in Latinum convertit, Venise, Giunta, 1540.
- Avicennæ philosophi præclarissimi ac medicorum principis Compendium de anima... id est de dispositione seu loco ad quem revertitur homo vel anima ejus post mortem. Aphorismi de anima. De definitionibus et quæsitis. De divisione scientiarum, Venise, Giunta, 1546.
- Avicennæ... Libellus de removendis nocumentis quæ accidunt in regimine sanitatis. Tractatus ejusdem... de syrupo acetoso. Syrasi philosophi... expositiones super secundam et tertiam et partem quartæ fen primi canonis Avicennæ (commentaire de Quṭbaddīn Muḥammad ibn Mas'ūd ash-Shīrāzī, XIIIe siècle). Ebenefis philosophi... expositio super quintum canonem Avicennæ (commentaire d'Ibn Nafis, XIIIe siècle). Tractatus de ponderibus et mensuris, Venise, Comino, 1547.
- Ebembitar Arabs De malis limonibus. Tractatus Arabicus ab Andrea Alpago latinitate donatus, Venise, Orazio Gobbis, 1583.